# Deutsche Schlaganfall-Gesellschaft
Die Deutsche Schlaganfall-Gesellschaft (DSG) ist eine wissenschaftliche Fachgesellschaft mit dem Ziel der Förderung der Schlaganfallmedizin in Forschung und Weiterbildung. Die Gesellschaft ist Mitglied der Arbeitsgemeinschaft der Wissenschaftlichen Medizinischen Fachgesellschaften (AWMF).

## Aufgaben
Die Vereinssatzung der DSG nennt folgende Aufgaben:
- Organisation von Fortbildungen, Symposien und Kongressen
- Förderung von Zusammenarbeit und Erfahrungsaustausch von in der Schlaganfallversorgung tätigen Mitarbeitenden aus dem ärztlichen und nichtärztlichen Bereich.

– Pflege von Verbindungen zu anderen wissenschaftlichen Gesellschaften auf nationaler und internationaler Ebene.

## Aktivitäten
Mit ihren Aktivitäten spricht die DSG alle Ärzte und Leistungserbringer im Gesundheitswesen an, die in die Versorgung von Schlaganfall-Patienten eingebunden sind. Insbesondere unterstützt sie auch die Arbeit und Qualitätsförderung in Stroke Units.

## Kommissionen
Die inhaltliche Arbeit der Gesellschaft erfolgt in Kommissionen, unter anderem zu folgenden Themen:
- Versorgungsforschung und Qualitätssicherung
- Stroke-Unit
- Fortbildung für Pflegekräfte
- Telemedizinische Versorgung
- Nachsorge nach Schlaganfall

## Veranstaltungen
Die DSG richtet Fortbildungsveranstaltungen – insbesondere auch für nichtärztliche Gesundheitsberufe, wissenschaftliche Symposien und eine Jahrestagung aus und beteiligt sich an Veranstaltungen Dritter.

## Medizinische Leitlinien
Die Gesellschaft beteiligt sich am Leitlinienprogramm der AWMF, sowohl als federführende Organisation als auch als Partner in Leitlinien anderer Gesellschaften.

## Geschichte
Die DSG wurde 2001 gegründet und ging aus der Deutschen Gesellschaft für Neurologie hervor. Seit 2006 ist sie Mitglied der AWMF.